# 大華橋
大華橋，又稱基隆川橋、虹橋，是臺灣的一座公路橋樑，位於基隆市七堵區，跨越基隆河，前身為1891年完工通車之清代臺灣鐵路橋。該橋架設時，工人偶然於河中發現砂金，轟動一時，繼而造成基隆河上游乃至九份、金瓜石一帶採金風潮。

## 歷史沿革

### 清末時期
台灣第一條客貨運鐵路自基隆火車碼頭至新竹火車碼頭為止，由清代臺灣巡撫劉銘傳及其繼任者邵友濂主政闢建，1887年6月動工，1889年3月初，工程由水轉腳（今新北市汐止）往北推進，鐵路在今日七堵車站東北方越過基隆河，架設第一代橋。
第一代橋於1891年通車，設計長度200呎（60.96公尺），橋梁型式可能是上承式桁架橋。該橋1892年9月被大水沖垮，清朝政府向上海洋商訂購新的鐵橋（第二代橋），新橋為下承式惠普爾式弓弦形桁梁鐵橋（The Whipple Bowstring Truss），長度200呎，1893年11月運抵現場，架設於河岸兩側以砂岩疊砌的橋台上，跨徑一孔、河中無橋墩，形似彩虹，因此又暱稱為「虹橋」，台灣日治時期1910年發行的《臺灣鐵道史》（上卷）一書中記載橋名為「基隆川橋梁」，該書的中譯本（1990年）記載為「基隆河橋梁」。

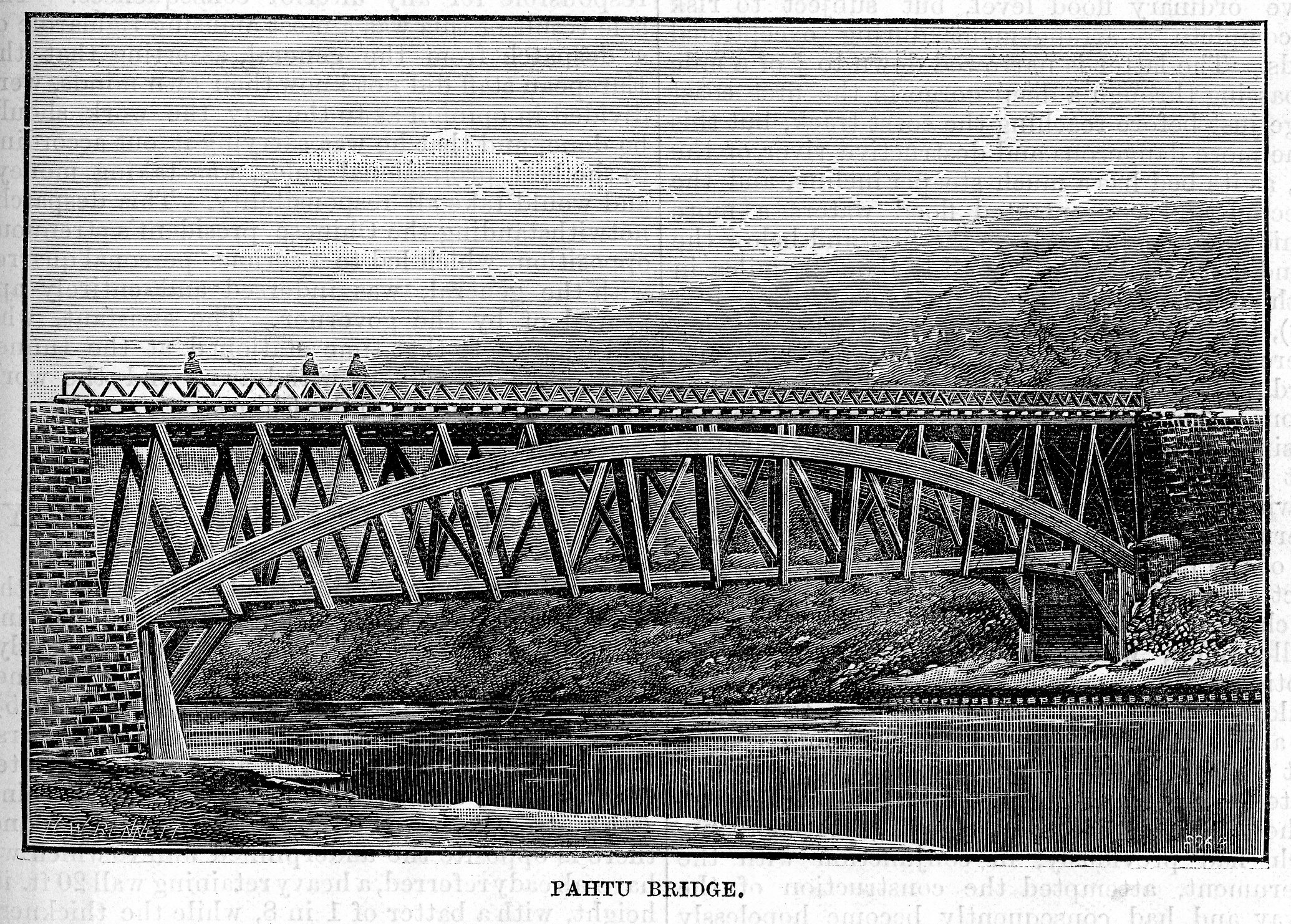
1892年一幅標示「PAHTU BRIDGE」的插畫，可能是清代鐵路第一代基隆河橋（大華橋前身）。
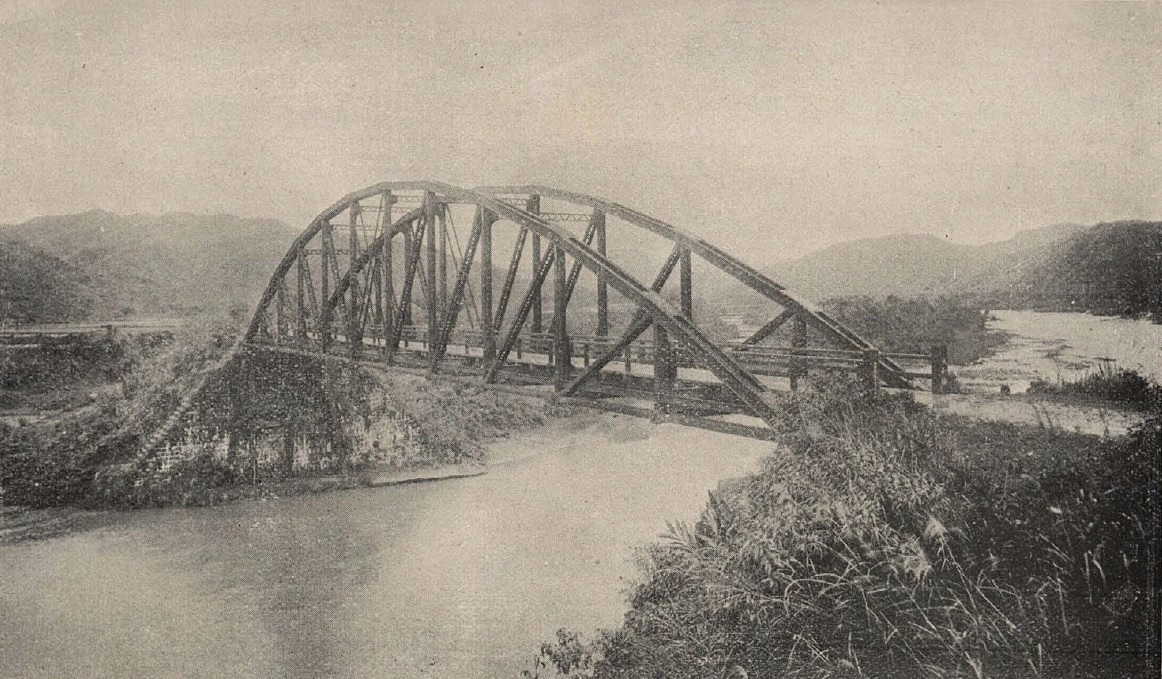
清代鐵路第二代基隆河橋為下承式惠普爾式弓弦桁架橋，1898年鐵路改線後，改做公路橋[9]，1932年斷落。

### 日治時期
1895年起日本統治臺灣，由於清代鐵路前段太陡峭，所以日本當局臨時臺灣鐵道隊決定另闢路線，新鐵路自1898年起改走現今八堵竹仔嶺隧道與另建的基隆河橋，原第二代舊橋撤去軌道後，就地改為人車通行的公路橋，並改稱大和橋，為台北基隆間公路幹道上的主要橋梁。
1916年，臺灣總督府民政局土木部將大和橋與獅球嶺隧道間的道路（原清代鐵路路廊），以及行經汐止、台北至屏東全長461.7公里的公路，定名為「縱貫道」，大和橋成為臺灣縱貫道路的一環。
1927年，臺灣總督府交通局道路港灣課完成大和橋南岸七堵至基隆市內的新縱貫道路（現南榮路、八堵路），自此，大和橋改由地方政府（七堵）管理維護。後因橋梁老舊，鐵材腐蝕，在1932年7月6日上午9時55分發出巨大聲響後斷裂崩落，幸無人傷亡。橋斷之後，日本當局基於需要，在不明年代重建水泥橋，長65.5公尺、寬3.8公尺，有2座橋墩。

### 中華民國時期
戰後因大和橋的「大和」二字不妥，改名大華橋。
重建後的大華橋寬度僅3.8公尺，只能單一車道雙向行車，使用至1980年代因橋齡老舊，遭鑑定為危橋，於是基隆市政府禁止大型、超高與超重車輛通行，台電公司八堵變電所也建議基隆市政府儘速改建大華橋。爾後該橋由基隆市政府工務局於1985年12月28 日改建竣工通車，為現役的大華橋。新橋共4車道並附設人行道，為3橋孔的鋼筋混凝土橋梁。

#### 鐵路遺跡
- 1998年，鐵道研究者吳小虹、童振疆等人勘查清代鐵路舊跡時，發現大華橋南北兩端當年的基隆河橋橋台尚存，除了北橋台東側（上游側）因新建大華橋路基被破壞挖掉部分並新製護坡以外，餘保存狀態尚稱完整。但2001年1月18日再度勘查時，北橋台東半側石砌結構因大樹盤根鬆動，且遭遇洪水，已崩落於河岸[5]。
- 2001年2月12日，中華民國立法委員王拓邀集基隆市政府民政局與中華民國鐵道文化協會人員至大華橋頭，勘查清代鐵路橋基（橋台）遺跡，由於該遺跡涉及清代臺灣巡撫劉銘傳在臺興建第一條鐵路的歷史，且橋下是金瓜石掏金熱的發源地，所以王拓委員建議基隆市政府編列預算整復遺跡，作為各級學校的鄉土教材[19][20]。
- 2003年7月11日，立法委員王拓邀集經濟部水利署及基隆市政府有關單位會勘，建議在不影響基隆河防洪整治的前提下，能保留清代鐵路橋基遺跡，若須拆除，則建議移置他處展示。但施工單位表示舊橋台遺跡位於護岸工程範圍內，須依原設計施工，遺跡必受影響，如果變更設計須再另簽報核定；基隆市政府也提出橋台遺跡已不完整，列入歷史建築強制保存有其難度[21]。

#### 景觀工程
2005年度基隆市政府花費新台幣600多萬元，在大華橋施作景觀工程，於橋體上方架設鋼桁架結構物，2006年完工後，被地方民眾批評像是蜘蛛或章魚的怪東西，毫無美感，市民及多位市議員要求市政府拆除，基隆市政府於是另以新台幣15萬元，在2012年2月20日將鋼結構物拆除完畢，恢復大華橋原貌